# Omar (film)
Pour plus de détails, voir Fiche technique et Distribution.
Omar (arabe : عمر) est un film palestinien réalisé par Hany Abu-Assad, sorti en 2013.
Il remporte le prix spécial de la section Un certain regard au Festival de Cannes 2013 et il est nommé pour représenter la Palestine aux Oscars du cinéma 2014 dans la catégorie meilleur film en langue étrangère,.

## Synopsis
De nos jours, en Cisjordanie. Omar, Amjad et Tarek, trois amis d'enfance, sont désormais de jeunes hommes. Ils souhaitent « prouver leur valeur » en attaquant une base militaire, et ils montent une opération au cours de laquelle ils tuent un soldat israélien. Mais Omar est capturé peu après. En échange de sa libération, la police israélienne lui propose de collaborer et de livrer Tarek, le chef du groupe. 
Comme il souhaite épouser la sœur de Tarek, Nadia, Omar accepte la proposition de libération, mais compte bien ne pas honorer l'accord. Très vite, il participe à une embuscade, mais il est repris. Les Israéliens lui laissent une dernière chance afin qu'il les conduise jusqu'à Tarek. Au terme de cette intrigue assez complexe qui entraîne le spectateur dans une série de rebondissements, Omar comprend à quel point il a été manipulé.

## Fiche technique
- Titre : Omar
- Titre original : عمر
- Réalisation : Hany Abu-Assad
- Scénario : Hany Abu-Assad
- Photographie : Ehab Assal
- Montage : Martin Brinkler, Eyas Salman
- Son : Raja Dubayeh, Christian Conrad
- Production : David Gerson, Waleed Zuaiter
- Distribution : Pretty Pictures (France), Wild Bunch (Belgique)
- Pays d'origine : Palestine
- Durée : 96 minutes
- Langues : arabe, hébreu
- Format : Couleurs - Dolby Digital
- Genre : thriller, drame
- Dates de sortie :
  -  France 21 mai 2013 (Festival de Cannes 2013)
  -  France 16 octobre 2013

## Distribution
- Adam Bakri : Omar
- Leem Lubany : Nadia
- Samer Bisharat : Amjad
- Iyad Hoorani : Tarek
- Waleed Zuaiter : l'agent Rami
- Tarik Kopty : le père de Tarek
- Doraid Liddawi : un soldat
- Yousef Sweid : le tortionnaire
- Yael Lerer : l'avocate d'Omar

## Distinctions

### Récompenses
- Festival de Cannes 2013 : prix spécial du jury (sélection « Un certain regard »)
- Festival international War on Screen 2013 : Prix de la Mise en Scène
- Journées cinématographique de Carthage 2014 : Tanit d'or

### Nominations et sélections
- AFI Fest 2013
- Festival international du film de Toronto 2013 : sélection « Special Presentations »
- Festival du film de New York 2013 : sélection officielle
- Festival international du film de Palm Springs 2014 : sélection officielle et nomination au Prix FIPRESCI
- Oscars du cinéma 2014 : meilleur film en langue étrangère